# مقام اشرافی انگلستان
اشراف انگلستان (انگلیسی: Peerage of England) شامل تمامی اشرافی می‌گردد که در پادشاهی انگلستان و تا قبل از قانونی‌سازی‌های پیمان پیوند بریتانیا و اسکاتلند ۱۷۰۷ به این عناوین دست یافتند. اشرافیت انگلستان و اسکاتلند با یک مقام شریف بریتانیا جایگزین گردید.
تا قبل از تصویب قانون مصوب سال ۱۹۹۹ مجلس اعیان، تمامی همسالان انگلستان می‌توانند در مجلس اعیان حضور بهم رسانند (اعطای کرسی به همسالان زن انگلستان تنها با مصوب قانونی اشراف سال ۱۹۶۳ امکان‌پذیر شد)